# جي. جي. هاورد
جي. جي. هاورد (بالإنجليزية: J. J. Howard)‏ (1972)؛ كاتِبة مُتخصِّصة في أدب الأطفال وروائية أمريكية.